# 沖縄県道52号線
沖縄県道52号線（おきなわけんどう52ごうせん）は沖縄県糸満市と島尻郡八重瀬町新城とを結ぶ一般県道。

## 概要

### 区間
- 起点・糸満市字与座（沖縄県道77号糸満与那原線）
- 終点・島尻郡八重瀬町字新城（沖縄県道131号線）
- 総延長・4.82km
- 実延長・4.7km

### 通過自治体
- 糸満市－島尻郡八重瀬町

### 交差する路線
- 沖縄県道77号糸満与那原線（起点）
- 沖縄県道15号線（八重瀬町高良）
- 国道507号（八重瀬町富盛）
- 沖縄県道131号線（終点）

### 重複路線
- 国道507号（八重瀬町富盛）

### 路線バス
- 34番・糸満（東風平）線（沖縄バス） 糸満市与座 - 八重瀬町富盛（西部区間）
- 36番・糸満 - 新里線（沖縄バス） 糸満市与座 - 八重瀬町富盛（西部区間・富盛経由のみ）
- 50番・百名（東風平）線（琉球バス交通） 八重瀬町富盛 - 新城（東部区間）
- 334番・国立劇場おきなわ線（沖縄バス） 糸満市与座 - 八重瀬町富盛（西部区間）

## 歴史・特徴
- 1953年（昭和28年）に琉球政府道52号線として指定。1972年（昭和47年）の本土復帰と同時に県道52号線となる。
- もともと歩道もなく、2車線でも道幅が小さかったが、最近は歩道整備が進んでいる。周辺はサトウキビ畑が多いが、那覇方面のバス路線にもなっている。
- 国道507号から東側の区間（八重瀬町富盛〜新城）は長らく、朝のラッシュ時（7:00〜9:00）は路線バス以外の大型車の通行規制区間だったが、現在は解除されている。